# 青木峠 (長野県)
青木峠（あおきとうげ）は、長野県小県郡青木村、東筑摩郡筑北村、松本市にある峠である。標高1,040m。

## 概要
峠名の由来は小県郡の青木村からである。国道143号線の峠であり、山の奥の方へ進むと突然道幅が狭くなる。三才山トンネルが開通する前は、主に松本市へ行くときにはこの峠を利用していた。三才山トンネルの開通後は、この峠の交通量は減少している。途中に急な崖の上を通っていることがあり、過去には崖崩れもあったため危険な場所もある。
1989年にバラバラ殺人事件の遺体遺棄現場になった。

## この峠にあるトンネル
明治時代の道路開通時に建設されたトンネルが今も残存している。
- 明通トンネル
1890年開通。
- 会吉トンネル
同じく1890年開通、道幅が狭く、信号による交互通行になっている。
- 青木峠トンネル（事業中）
松本市会吉地区から青木村弘法地区に長らく要望されてきた新トンネルの計画がある。2019年に事業化され完成した場合には所要時間が25分から4分になると見込まれるが開通時期は未定である。